# بريه خاني (مقاطعة دالاهو)
بريه‌خاني (بالفارسية: بریه‌خانی) هي قرية تقع في قسم غوراني الريفي (مقاطعة دالاهو) في إيران. يقدر عدد سكانها بـ 141 نسمة بحسب إحصاء 2016.